# أكيم بيترز
أكيم بيترز (بالألمانية: Achim Peters)‏ هو عالم أعصاب وطبيب ألماني، ولد في 1957 في دورتموند في ألمانيا.